# محمد غازی الجلالی
محمد غازی الجلالی (زاده ۲۲ مارس ۱۹۶۹) مهندس عمران و سیاستمدار سوری است که از ۱۴ سپتامبر تا ۹ دسامبر ۲۰۲۴، نخست‌وزیر سوریه بود. وی پیش از این سمت وزیر ارتباطات و فناوری اطلاعات را در دولت دوم وائل نادر حلقی از ۲۷ اوت ۲۰۱۴ تا ۳ ژوئیه ۲۰۱۶ بر عهده داشت.

## زندگی اولیه و تحصیلات
محمد غازی الجلالی در سال ۱۹۶۹ در دمشق متولد شد. او در سال ۱۹۹۲ با مدرک کارشناسی مهندسی عمران فارغ‌التحصیل شد و در سال ۱۹۹۴ تحصیلات اش را در این رشته در دانشگاه دمشق تکمیل کرد. او همچنین در سال ۱۹۹۷ کارشناسی ارشد علوم مهندسی عمران و در سال ۲۰۰۰ دکترا در اقتصاد مهندسی از دانشگاه عین شمس قاهره را به پایان رساند.

## زندگی شغلی
محمد غازی الجلالی از سال ۲۰۰۸ به عنوان دستیار وزیر ارتباطات و فناوری کار کرد تا اینکه در ۱۰ اوت ۲۰۱۴ این وزارتخانه را به عهده گرفت و در همان دوره به عنوان رئیس هیئت مدیره شرکت پست عمومی و از سال ۲۰۰۵ تا ۲۰۱۳ عضو هیئت مدیره شرکت عمومی حمل و نقل جاده ای بود.
او همچنین از سال ۲۰۰۸ تا زمان انتصاب به عنوان وزیر ارتباطات و فناوری عضو شورای عالی در وزارت آموزش عالی بود و استاد دستیار در دانشگاه دمشق بود.

جلالی از ۱۹ مرداد ۱۳۹۳ تا ۱۲ تیر ۱۳۹۵ در دولت دوم وائل نادر حلقی سمت وزیر ارتباطات و فناوری را برعهده داشت. وی پس از ترک وزارت، رئیس دانشگاه خصوصی سوریه از ۱۱ سپتامبر ۲۰۲۳ تا زمان انتصاب خود به عنوان نخست‌وزیر بود.

## نخست‌وزیر سوریه
در ۱۴ سپتامبر ۲۰۲۴, رئیس‌جمهور سوریه بشار اسد طی فرمانی به الجلالی دستور تشکیل دولت در سوریه را صادر کرد

### سقوط رژیم اسد
در ۸ دسامبر ۲۰۲۴، جلالی سقوط دولت بعثی رئیس‌جمهور اسد و اعلام کرد که با تأکید بر حفظ نهادهای دولتی، دست خود را به سمت مخالفان دراز می‌کند. رهبر تحریر الشام، احمد الشراع، معروف به «ابو محمد الجولانی» اعلام کرد که الجلالی به صورت موقت تا زمان رسمی شدن یک توافق جدید حکومتی، رئیس دولت خواهد بود. بعداً در همان روز، الجلالی خواستار انتخابات دموکراتیک در سوریه شد تا مردم سوریه بتوانند رهبران جدید خود را انتخاب کنند. وی تصریح کرد: جبهه تحریر الشام با رهبران تماس گرفت و افراد مسلح قول دادند که سرکوب نخواهد شد. الجلالی همچنین گفت که او و ۱۸ وزیر دیگر تصمیم اصولی خود را برای ماندن در دمشق و عدم ترک کشور اتخاذ کرده‌اند.

## زندگی شخصی
جلالی متأهل است و سه فرزند، دو پسر و یک دختر دارد.